# Phạm Trọng Nghĩa
Phạm Trọng Nghĩa (sinh ngày 14 tháng 11 năm 1978, người Tày) là luật gia, Đại biểu Quốc hội nước Cộng hòa xã hội chủ nghĩa Việt Nam. Ông hiện là Ủy viên chuyên trách Ủy ban Xã hội của Quốc hội, Phó Chủ tịch Nhóm Nghị sĩ hữu nghị Việt Nam – Slovakia, Đại biểu Quốc hội khóa XV từ Lạng Sơn. Ông từng là Giám đốc Trung tâm Thông tin khoa học lập pháp của Viện Nghiên cứu lập pháp.
Phạm Trọng Nghĩa là đảng viên Đảng Cộng sản Việt Nam, học vị Tiến sĩ Luật, Cao cấp lý luận chính trị. Ông có sự nghiệp nhiều năm nghiên cứu khoa học pháp lý và xây dựng pháp luật về quyền con người, luật lao động, tiêu chuẩn lao động quốc tế và các hiệp định thương mại tự do, rồi tham gia hoạt động tại Quốc hội.

## Xuất thân và giáo dục
Phạm Trọng Nghĩa sinh ngày 14 tháng 11 năm 1978 tại thị trấn Phù Yên, huyện Phù Yên, tỉnh Yên Bái, quê quán ở xã Đại Lịch, huyện Văn Chấn, tỉnh Yên Bái. Ông là người dân tộc Tày, lớn lên và tốt nghiệp phổ thông 12/12, thi đỗ Khoa Luật, Đại học Quốc gia Hà Nội, nay là Trường Đại học Luật vào năm 1996, theo học và tốt nghiệp Cử nhân Luật. Ông thành thạo tiếng Anh, du học và là nghiên cứu sinh ở Vương Quốc Anh tại Đại học Brunel từ tháng 1 năm 2008, bảo vệ thành công luận án tiến sĩ đề tài "Incorporating the core international labour standards on freedom of association and collective bargaining into Vietnam's legal system", trở thành Tiến sĩ Luật vào tháng 10 năm 2010. Ở Vương quốc Anh, ông là nghiên cứu sinh đầu tiên của Khoa Luật thuộc Đại học Brunel được trao giải thưởng Walduck Prize for Research Impacts – là giải thưởng danh giá của trường cho chất lượng và tác động của luận án tiến sĩ. Ông được kết nạp Đảng Cộng sản Việt Nam vào ngày 16 tháng 8 năm 2006, trở thành đảng viên chính thức sau đó 1 năm, từng theo học các khóa chính trị ở Học viện Chính trị Quốc gia Hồ Chí Minh và tốt nghiệp Cao cấp lý luận chính trị. Hiện ông thường trú ở phường Trung Hòa, quận Cầu Giấy, Hà Nội.

## Sự nghiệp
Tháng 8 năm 2002, sau khi tốt nghiệp Đại học Quốc gia Hà Nội, Phạm Trọng Nghĩa ở lại trường, là Thư ký Chủ nhiệm Khoa Luật của Đại học Quốc gia Hà Nội. Sau đó hơn nửa năm, vào tháng 4 năm 2003, ông được tuyển dụng công chức vào Bộ Lao động – Thương binh và Xã hội (Molisa), được bổ nhiệm làm Chuyên viên Thanh tra Bộ. Sang tháng 10 năm 2005, ông chuyển vị trí làm Chuyên viên Vụ Pháp chế của Bộ, công tác đến năm 2008 thì được cử đi du học Vương quốc Anh, trở về vào tháng 11 năm 2010, nhậm chức Phó Vụ trưởng Vụ Pháp chế, đồng thời là Ủy viên Ban Chấp hành Công đoàn Molisa ở tuổi 32. Tháng 8 năm 2012, ông được điều tới Văn phòng Quốc hội làm Phó Vụ trưởng Vụ Pháp luật. Tháng 9 năm 2015, ông được Văn phòng Quốc hội cử đi nghiên cứu sinh sau tiến sĩ theo Chương trình Lãnh đạo toàn cầu tại Đại học Princeton, Hoa Kỳ, đến tháng 9 năm 2016 thì tiếp tục nghiên cứu ở Đại học Oxford, Vương quốc Anh, kết thúc vào tháng 8 năm 2017. Ở trường Oxford, ông đồng thời là học giả nghiên cứu của Trường Quản lý Nhà nước Blavatnik thuộc Oxford, hướng dẫn cho học viên thạc sĩ chính sách công. Trong thời gian tham gia Chương trình Nghiên cứu Lãnh đạo toàn cầu, Phạm Trọng Nghĩa đã công bố nhiều công trình, trong đó có một sách chuyên khảo tại nhà xuất bản Kluwer Law International, một bài báo trên tạp chí khoa học quốc tế và một tài liệu nghiên cứu của Chương trình Quản trị kinh tế toàn cầu thuộc Oxford. Những kết quả nghiên cứu của ông được các giáo sư và đồng nghiệp, trong đó có Giáo sư Robert Keohance, đồng sáng lập và Giám đốc Chương trình nghiên cứu Lãnh đạo toàn cầu tại Đại học Princeton đánh giá cao.
Tháng 3 năm 2021, Phạm Trọng Nghĩa được bổ nhiệm làm Giám đốc Trung tâm Thông tin khoa học lập pháp của Viện Nghiên cứu lập pháp thuộc Ủy ban Thường vụ Quốc hội, kế nhiệm Nguyễn Danh Tú. Bên cạnh đó, ông tham gia các tổ chức khoa học xã hội, là Ủy viên Ban Chấp hành Hội Hữu nghị Việt Nam – Vương quốc Anh; Thư ký Hội đồng nghiên cứu ngành khoa học xã hội – nhân văn, Thành viên Hội đồng khoa học nghiên cứu cơ bản ngành Luật học, tức 2 hội đồng của Quỹ Phát triển khoa học và công nghệ Quốc gia. Trong năm này, với sự giới thiệu của Ủy ban Trung ương Mặt trận Tổ quốc Việt Nam, Ủy ban Thường vụ Quốc hội, ông tham gia ứng cử đại biểu Quốc hội từ Lạng Sơn, thuộc đơn vị bầu cử số 1 gồm huyện Bắc Sơn, Bình Gia, Văn Quan, Chi Lăng, Hữu Lũng, rồi trúng cử Đại biểu Quốc hội khóa XV với tỷ lệ 84,37%. Ngày 21 tháng 7 năm 2021, ông được phê chuẩn làm Ủy viên chuyên trách Ủy ban Xã hội của Quốc hội, Phó Chủ tịch Nhóm Nghị sĩ hữu nghị Việt Nam – Slovakia.

## Công trình khoa học

### Sách
- Phạm Trọng Nghĩa (2003). "Một số vấn đề về giải quyết hợp đồng lao động vô hiệu" trong Những vấn đề lý luận và thực tiễn về pháp luật hợp đồng ở Việt Nam. Hà Nội: Khoa Luật Đại học Quốc gia.
- Bùi Sỹ Lợi; Nguyễn Tiến Tùng; Phạm Trọng Nghĩa (2004). 110 tình huống và giải pháp trong quan hệ lao động. Hà Nội: Lao động Xã hội.
- Phạm Trọng Nghĩa (2014). Thực hiện các công ước cơ bản của Tổ chức Lao động Quốc tế (ILO) tại Việt Nam – Cơ hội và thách thức. Hà Nội: Chính trị quốc gia.
- Phạm Trọng Nghĩa (2016). Labour Law and Industrial Relations in Vietnam, International Encyclopedia of Laws, Labour Law and Industrial Relations (tiếng Anh). Kluwer Law International.

### Bài báo khoa học
- Pham Trong Nghia (2011). Revised Labour Code Expands Workers’ Rights. Vietnam Law & Legal Forum [English], Vol 18 (No. 207), p. 7.
- Pham Trong Nghia (2015). The Implementation of Ratified ILO Fundamental Conventions in Vietnam: Successes and Challenges. State Practice and International Law Journal [tiếng Anh], Vol.2 Issue 1 (2015), p. 143.
- Nghia Trong Pham (2017). Labour Provisions in the US and EU FTAs: A Two-Level Games Perspective. GEG Working Paper.
- Nghia Trong Pham (2017). Trade and Labour Rights: The Case of the TPP. GEG Working Paper.